# Hannes Strydom
Johannes Jacobus Strydom, detto Hannes (Welkom, 13 luglio 1965 – Mpumalanga, 19 novembre 2023), è stato un rugbista a 15, farmacologo e imprenditore sudafricano, seconda linea, vincitore della Coppa del Mondo di rugby 1995 con gli Springbok.

## Biografia
Cresciuto nella provincia rugbistica del Transvaal, in seguito chiamata Golden Lions, in Currie Cup, formazione provinciale per la quale assommò in totale 115 presenze, esordì in Nazionale sudafricana nel 1993 a Johannesburg contro la Francia.
Prese parte alla Coppa del Mondo di rugby 1995 con quattro incontri, laureandosi campione del mondo; militò poi da professionista nella franchise dei Golden Lions, i Cats, in Super Rugby.
Laureato in farmacia, dopo la fine della carriera agonistica divenne imprenditore e fondò due aziende farmacologiche, la HNS (Health and Nutritional Supplements) e la New Me, oggi fuse in un unico marchio.
Strydom è morto nel 2023, a causa di un incidente stradale.

## Palmarès
- Coppe del mondo: 1
Sudafrica: 1995